# Victor Alexander
Victor Joe Alexander (ur. 31 sierpnia 1969 w Detroit) – amerykański koszykarz, występujący na pozycjach skrzydłowego i środkowego.

## Osiągnięcia
NCAA
- Uczestnik turnieju NCAA (1988, 1989)
- Zaliczony do I składu All-Big Eight (1991)

Drużynowe
- Mistrz[1]: 
  - Rosji (2003, 2004)
  - Izraela (1999)
- Wicemistrz:
  - Euroligi (1998, 2001)[1]
  - Grecji (2000)
- Zdobywca Pucharu Izraela (1999)
- 2. miejsce w:
  - Pucharze Grecji (1998)
  - Pucharze Rosji (2003, 2004)
- 3. miejsce w Eurolidze (2004)

Indywidualne
- Zaliczony do I składu:
  - Euroligi (2003)
  - ligi izraelskiej (1999)
- Lider strzelców finałów Euroligi (2001)
- Uczestnik greckiego meczu gwiazd (1996)[1]

Reprezentacja
- Mistrz uniwersjady (1989)[2]